# Pompeo di Campello
Pour les articles homonymes, voir Campello.
Le comte Pompeo di Campello  (né le 15 février 1803 à Spolète, dans l'actuelle province de Pérouse, en Ombrie et mort dans la même ville le 24 juin 1884) est un homme politique italien du XIXe siècle, partisan de l'unification italienne.

## Biographie
Originaire de Spolète, et donc sujet des États pontificaux, il se passionne rapidement pour la poésie et les études classiques, publiant des vers et des tragédies d'amour patriotique, mais pauvres en art.
Le comte Pompeo di Campello, descendant d'une famille noble italienne de la province de Spoleto, montre très jeune un patriotisme enflammé, en participant à la révolte de sa ville natale, et en faisant partie de la junte et du « Comitato provinciale di Bologna » (comité provincial de Bologne), il est nommé président du « cercle populaire » de Spoleto, et devient en 1831, un farouche opposant au pape Pie IX.
En 1847, il s'engage activement dans les mouvements politiques, et plus particulièrement dans la guerre menée contre l'Autriche par le roi Charles-Albert de Sardaigne.
Comme intendant général, Pompeo Campello se rend en Vénétie, rejoindre les troupes pontificales d'indépendance italienne commandée par le général Giovanni Durando.
Après l'assassinat de Pellegrino Rossi en 1848, le comte Pompeo di Campello revient en 1849 au gouvernement comme ministre de la Guerre et de la Marine, et est élu député de la circonscription de Spoleto à l'Assemblée constituante, et le 20 janvier 1861, il est nommé sénateur du Royaume. Partisan de la République italienne, il décrète la destruction de la forteresse de la Rocca Paolina de la ville de Pérouse.
Émigré à Paris, et de retour à Rome, il est nommé par le gouvernement Urbano Rattazzi, ministre des Affaires étrangères le 10 avril 1867.
Retiré de la vie publique, Pompeo di Campello meurt dans sa ville natale de Spoleto le 24 juin 1884, à l'âge de 81 ans.
Ses œuvres poétiques ont été jugées modestes, tandis que ses tragédies, publiées sous le titre Componimenti drammatici, ont eu plus de succès. Ses manuscrits et documents, inclus dans les archives Campello, ont été intégrés à la section des archives d'État de Spolète en 1977.

## Vie familiale
Le comte Pompeo di Campello est le fils de Bernardino comte di Campello, et de Béatrice Bourbon di Monte Santa Maria sa mère. Il épouse Giacinta Ruspoli dont il aura deux enfants Paolo et Maria.

## Décorations
- Grand officier de l'ordre des Saints-Maurice-et-Lazare
- Grand officier de l'ordre de la Couronne d'Italie[5]

## Annexe